# Kraßnitz, Steuerberg
Kraßnitz je naselje v Občini Steuerberg v Okraju Trg na Koroškem v Avstriji.